# Otto von Ewers
Otto Roderich von Ewers (* 28. Dezember 1811jul. / 9. Januar 1812greg. in Dorpat; † 18. Maijul. / 30. Mai 1873greg. in Vichy) war ein russischer Diplomat.

## Leben
Otto Roderich war ein Sohn des Historikers und Rektors der Kaiserlichen Universität Dorpat Gustav von Ewers (1779–1830) und der Dorothea, geb. von Maydell (1790–1864). Er vermählte sich 1858 in St. Petersburg mit Maria Angelica, geb. Fioravanti, verwitwete Fuhrmann und Labienski. Diese Ehe blieb kinderlos.
Er besuchte in seiner Geburtsstadt zunächst die Assmuss-Dittlersche Schule und von 1824 bis 1829 das Gymnasium ebd. In den Jahren 1829 bis 1832 studierte er in Dorpat Rechtswissenschaften und Kameralistik, gleichzeitig wurde er aktiv bei der Corporation Livonia. Dem schlossen sich von 1832 bis 1833 Studien in Genf und Berlin an. Nach Abschluss seiner Ausbildung arbeitete er von 1835 bis 1846 als Sekretär in der Kanzlei des Ministeriums der Auswärtigen Angelegenheiten in St. Petersburg. Nachdem er zum 1. Legationssekretär avancierte, wurde er als solcher von 1846 bis 1850 nach Kopenhagen und von 1850 bis 1854 nach Rio de Janeiro entsandt. In den Jahren 1854 bis 1857 war er Geschäftsträger in Rio de Janeiro. Ewers wurde 1857 Wirklicher Staatsrat und war 1857 bis 1863 bzw. 1863 bis 1871 Ministerialrat in St. Petersburg. Weiterhin war er von 1867 bis 1871 Präsident der Unterstützungskasse für die evangelisch-lutherische Gemeinde. Als Geheimrat wurde er 1871 pensioniert und beschloss seinen Lebensabend zunächst in Dorpat, dann aber krankheitsbedingt in Frankreich. 
Nach der erblichen Nobilitierung seines Vaters wurde Otto von Ewers bereits 1860 bei der Livländischen Ritterschaft immatrikuliert und war seit 1863 im Besitz des livländischen Gutes Hohensee.